# Бион из Абдеры
Бион из Абдеры (Βίων ὁ Ἀβδηρίτης, ок. V—IV вв. до н. э.) — древнегреческий математик и астроном, родом из Авдиры. Все наши сведения о нём сводятся к одному месту у Диогена Лаэртского (IV.58), который сообщает, что Бион был учеником Демокрита (отсюда — датировка его жизни), и что он первым сказал, что на Земле есть такие места, где шесть месяцев длится ночь и шесть месяцев день.